# Іравадійський дельфін
Іравадійський дельфін (дельфін Іраваді, Orcaella brevirostris) — водний ссавець з роду Orcaella родини дельфінові (Delphinidae).

## Зовнішній вигляд
На відміну від інших представників родини дельфінових, у іравадійських дельфінів відсутній дзьоб і вони мають гнучку шию. Причина такої особливості полягає у видимих складках за головою. Голова опукла, лоб розширюється понад ротом. Грудні плавники широкі, трикутної форми. Спинні плавники також трикутні, їх довжина становить дві третини від довжини всього тіла. Забарвлення варіює від сіро-синього до синювато-сірого, з нижньої частини він світліший. Зуби вузькі, загострені, близько 1 см завдовжки. Маса 114—143 кг, тіло завдовжки 146—275 см. Самці, як правило, більше за розмірами, спинні плавці в них довше. Шлунок іравадійських дельфінів розділений на відсіки.

## Місце проживання
Мешкає в прибережних водах Індійського океану від Бенгальської затоки до півночі Австралії.

## Поведінка
Іравадійські дельфіни проживають у групах по 3—6 тварин. Вони можуть переходити з однієї групи в іншу. Під час дослідження території дельфіни піднімають голову з води і обертаються, щоб побачити все, що їх оточує. Плавають досить повільно. Під час виринання, для заковтування повітря, іравадійські дельфіни виставляють тільки верхню частину голови. Вдих робиться дуже швидко, і тільки 14 % виринань робляться з бризками.